# Wilfrid Perraudin

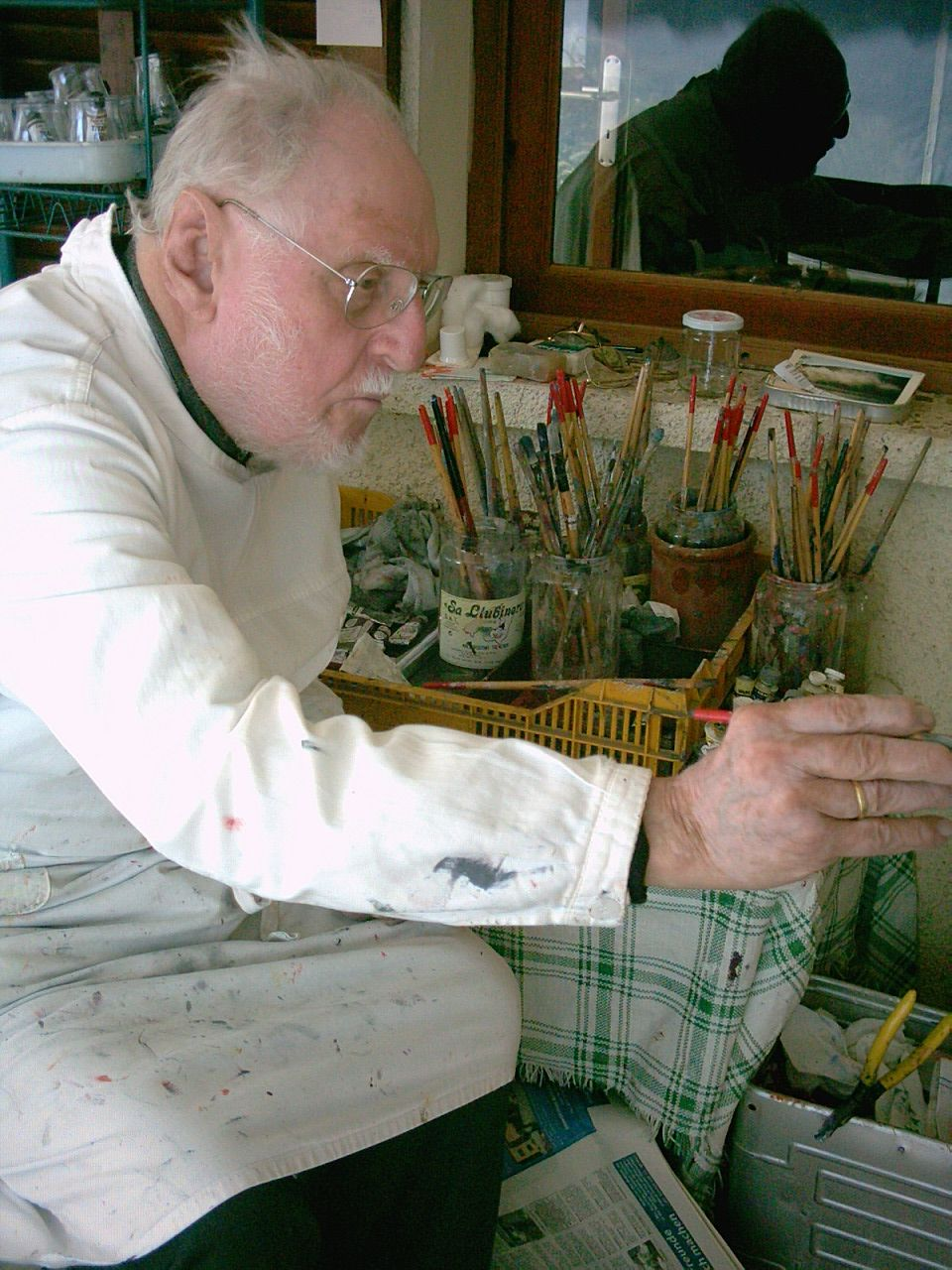
Wilfrid Perraudin, 2003

Wilfrid Perraudin (* 3. Dezember 1912 in Moulins-Engilbert (Burgund); † 25. Mai 2006 in Palma) war ein französischer Maler.

## Leben und Werk
Perraudin verbrachte seine Kindheit und Jugend in Paris. An der Académie Nationale Supérieure des Arts Décoratifs legte er als jüngster Student sein Examen ab und wurde darauf bei Raoul Dufy Privatschüler. Es folgte die Zeit des Militärdienstes in Syrien. Wieder zurück in Frankreich setzte Perraudin sein Studium an der Académie des Beaux Arts, der Académie Colarossi und Académie de la Grande Chaumière fort, diesmal als Meisterschüler von Jean Souverbie.
Sein Geld verdiente Perraudin dann als freischaffender Grafiker und Maler. Er wurde während des Zweiten Weltkriegs in einem französischen Flugzeugwerk als technischer Zeichner dienstverpflichtet und später nach Deutschland zwangsversetzt. Dort lernte er seine spätere Ehefrau, die Bühnenbildnerin Hildegard Wiehl kennen.
Nach dem Krieg zog Perraudin 1945 wieder nach Paris. 1952 nahm er das Angebot einer Anstellung als Kunstlehrer am französischen Gymnasium Lycée Turenne in Freiburg im Breisgau an. Seitdem lag auch der Arbeitsschwerpunkt seines künstlerischen Schaffens in Deutschland.
1955 hatte Perraudin seine erste große Einzelausstellung im Suermondt-Ludwig-Museum in Aachen auf Vermittlung des damaligen Oberstadtdirektors Dr. Anton Kurze. Es folgten zahlreiche Einzelausstellungen. Die wichtigsten waren in Freiburg im Breisgau (Stadthalle, 1956 und Schwarzes Kloster, 1987), Guildford in England (1989), Frankfurt am Main (Deutsche Bank, 1993), Schloss Bonndorf (1998), Nevers in Frankreich (Palais Ducal, 2002) und Palma (2006).

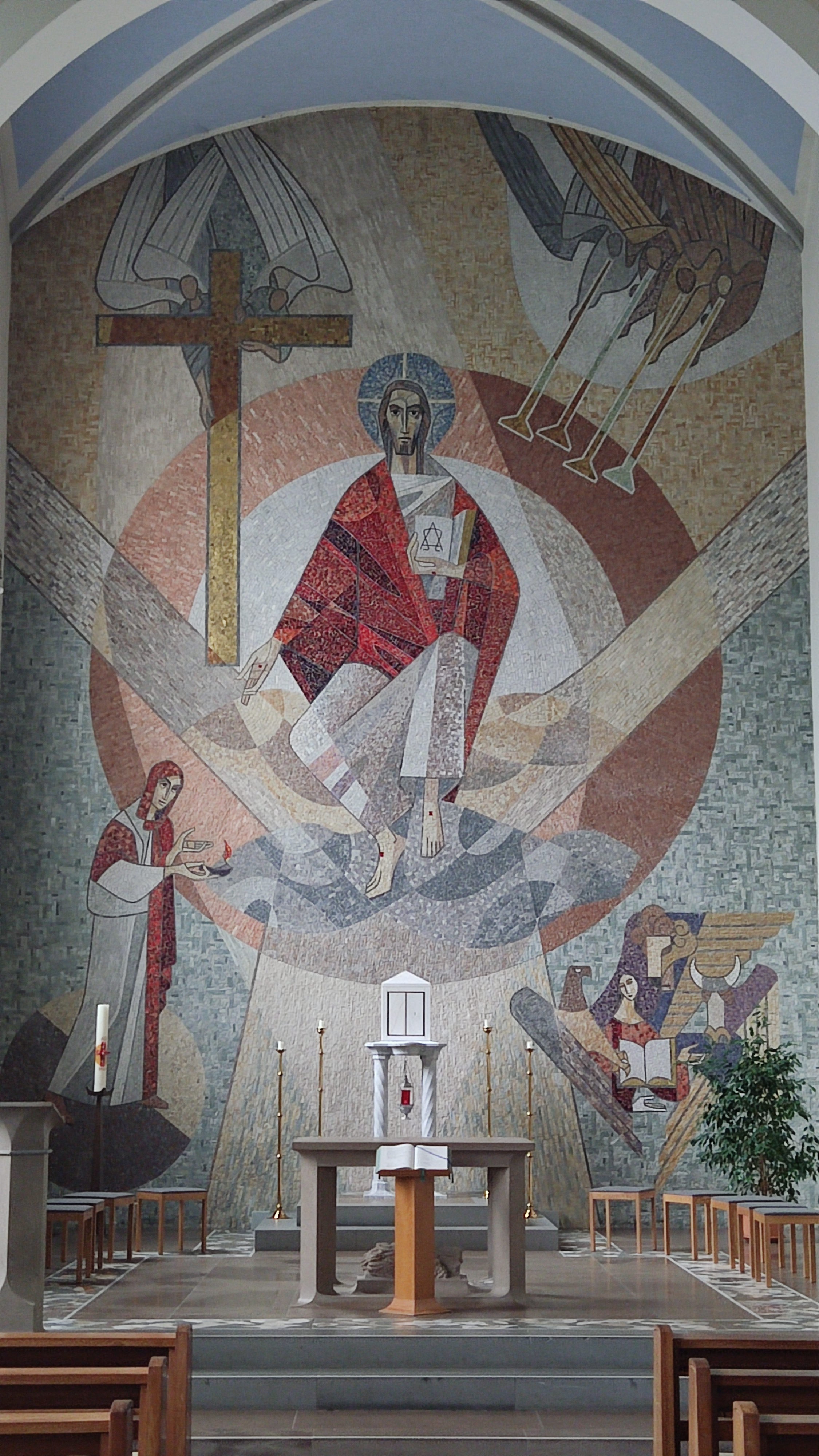
Das 80 m² große Wandmosaik von Perraudin an der Chor-Südwand in St. Konrad/Kloster Hegne

Von 1960 bis 1983 realisierte Perraudin in Baden-Württemberg, Hessen und Nordrhein-Westfalen 40 kirchenkünstlerische Arbeiten. Bekannt geworden ist er vor allem durch seine „Lichtwände“. Zu den wichtigsten Arbeiten gehören das monumentale Betonglasfenster in der Kirche St. Peter in Lörrach (1965) – mit 220 m² eines der weltweit größten Kirchenfenster – wie auch die Glaswände der Kirche Maria in der Zarten in Hinterzarten und der Kirche St. Heinrich in Dortmund. Auch entwarf er zahlreiche Bleiglasfenster, so z. B. die Bleiverglasungen von St. Gallus in Hugstetten und von St. Josef in Hamm/Westfalen. Weitere Werkgruppen sind große Mosaikchorwände wie in der Klosterkirche von Hegne am Bodensee oder von Neusatzeck bei Bühl sowie Kreuzwege in Ausführungen als Mosaiken und Verglasungen.
Perraudin war auch als Entomologe engagiert und bekannt. Insbesondere befasste er sich mit Carabidae (Laufkäfer) und Chrysididae (Goldwespen). In diesem Zusammenhang lernte er unter vielen Anderen den Zoologen Heinrich Wolf und 1964 Walter Linsenmaier, dem weltweit führenden Spezialisten für Goldwespen, kennen, mit dem ihm bis zu dessen Tod im Jahr 2000 eine lebenslange kollegiale Freundschaft verband. Perraudin übergab seine Chrysididen-Sammlung, eine der größten Europas Mitte der 80er Jahre an Linsenmaier, der diese kurz vor seinem Tod 2000 an das Naturkunde-Museum von Luzern vermachte.
Nach dem Tod seiner Frau Hildegard Perraudin im Jahr 1991 arbeitete Perraudin als freischaffender Maler 15 Jahre lang in Marburg und auf Mallorca. Er starb 2006 und wurde in Freiburg-Littenweiler auf dem Friedhof Bergäcker bestattet.
Im Burgund wurden zwei Straßen nach ihm benannt: Impasse Wilfrid Perraudin in seinem Geburtsort Moulins Engilbert und 50 km davon entfernt die rue Perraudin in Nolay (Côte-d’Or).

## Auszeichnungen
- 1964: Chevalier dans l’Ordre des Palmes Académiques
- 1974: Officier dans l’Ordre des Palmes Académiques
- 1996: Medaille de Vermeille in Paris
- 2002: Commandeur dans l’Ordre des Palmes Académiques, für das Lebenswerk
- 2006: Medaille d’Or des Arts, Sciences et Lettres – couronnée par l’Académie Française (Prix Thorlet), für sein kirchenkünstlerisches Werk in Deutschland